# Kaniziusz Szent Péter-templom (Budapest)
A budapesti Kaniziusz Szent Péter-templom egy budapesti műemléki templom.

## Története
A Budapest IX. kerületi Gát utca 2–6. szám alatt fekvő templom és a mellette fekvő háromemeletes zárdaépület 1903-ban épült fel Hofhauser Antal tervei szerint a Páli Szent Vince által alapított lazaristák tagjai számára. 1919-ben a lazaristák egy másik épületre cserélték az ingatlant.
Névadója Canisius Szent Péter (1521–1597) holland jezsuita szerzetes, egyházi író.

## Képtár

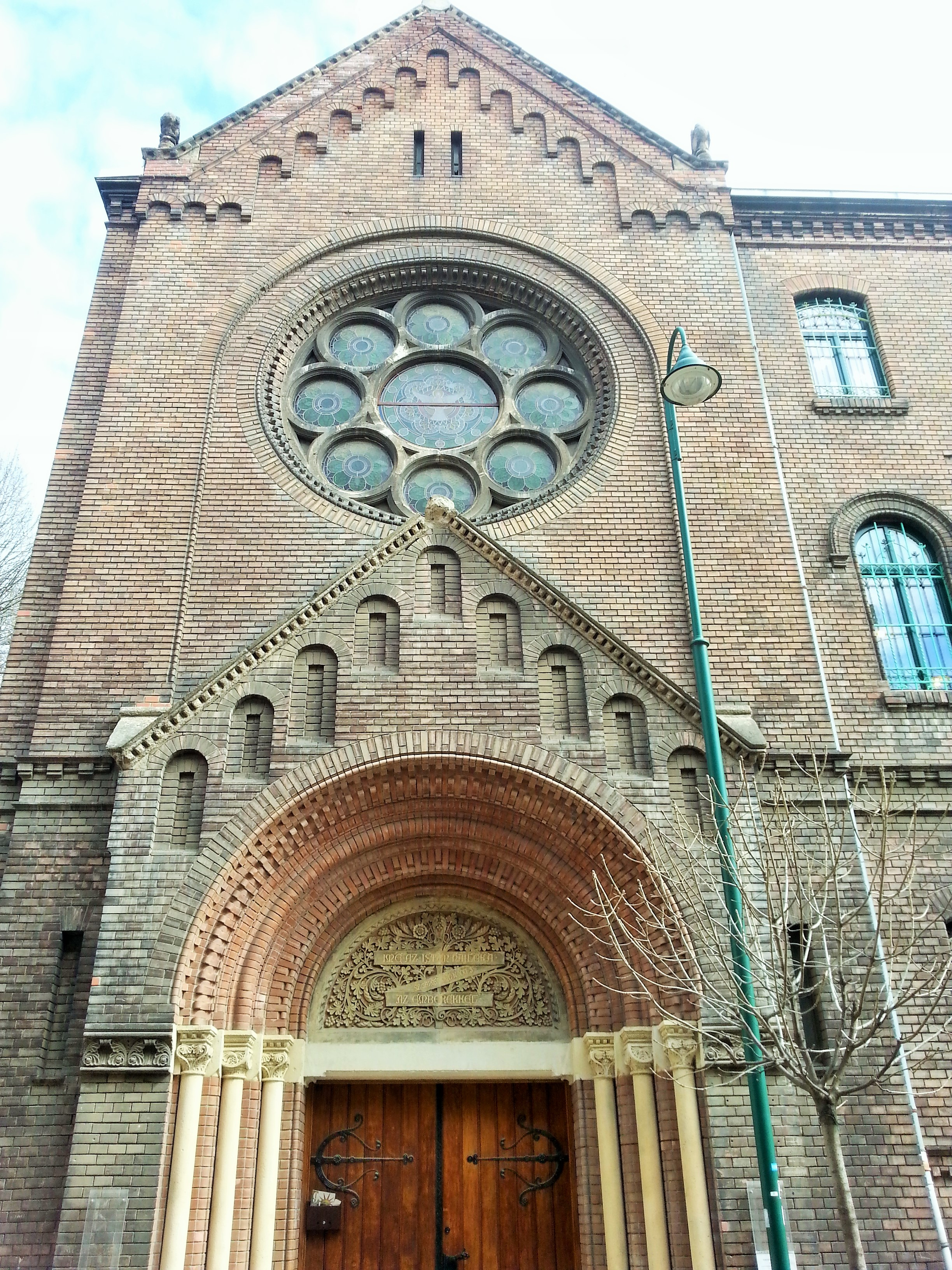
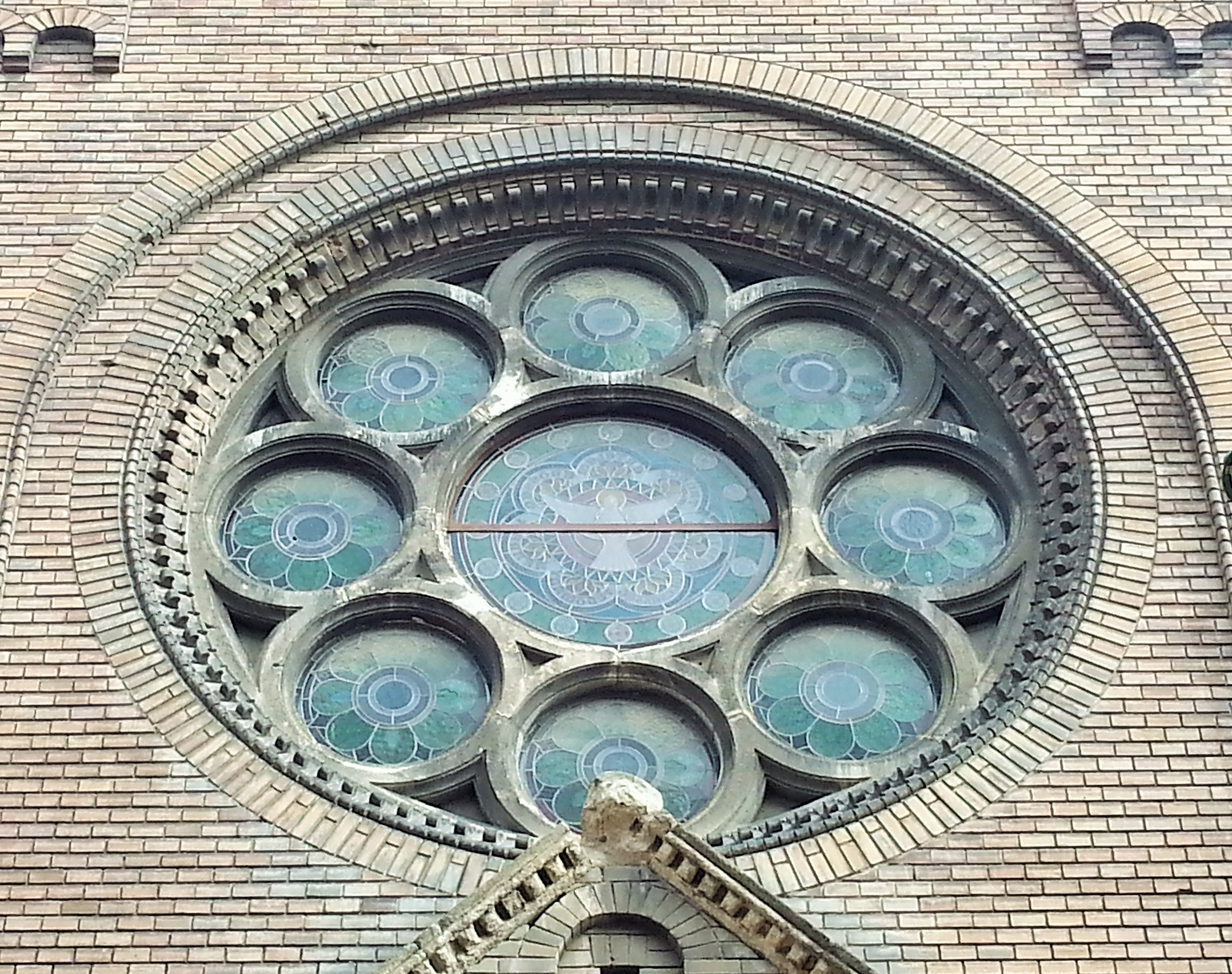
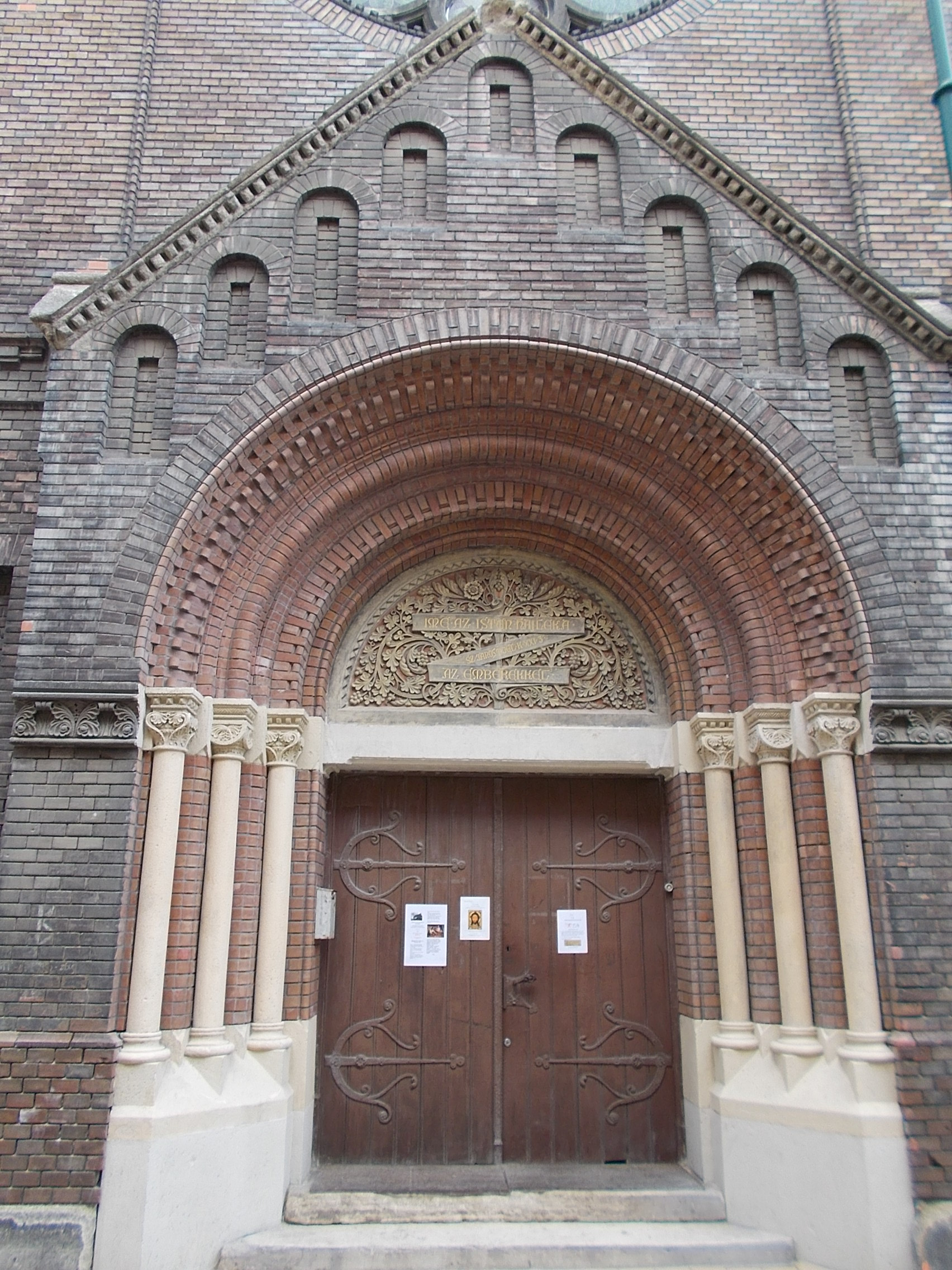
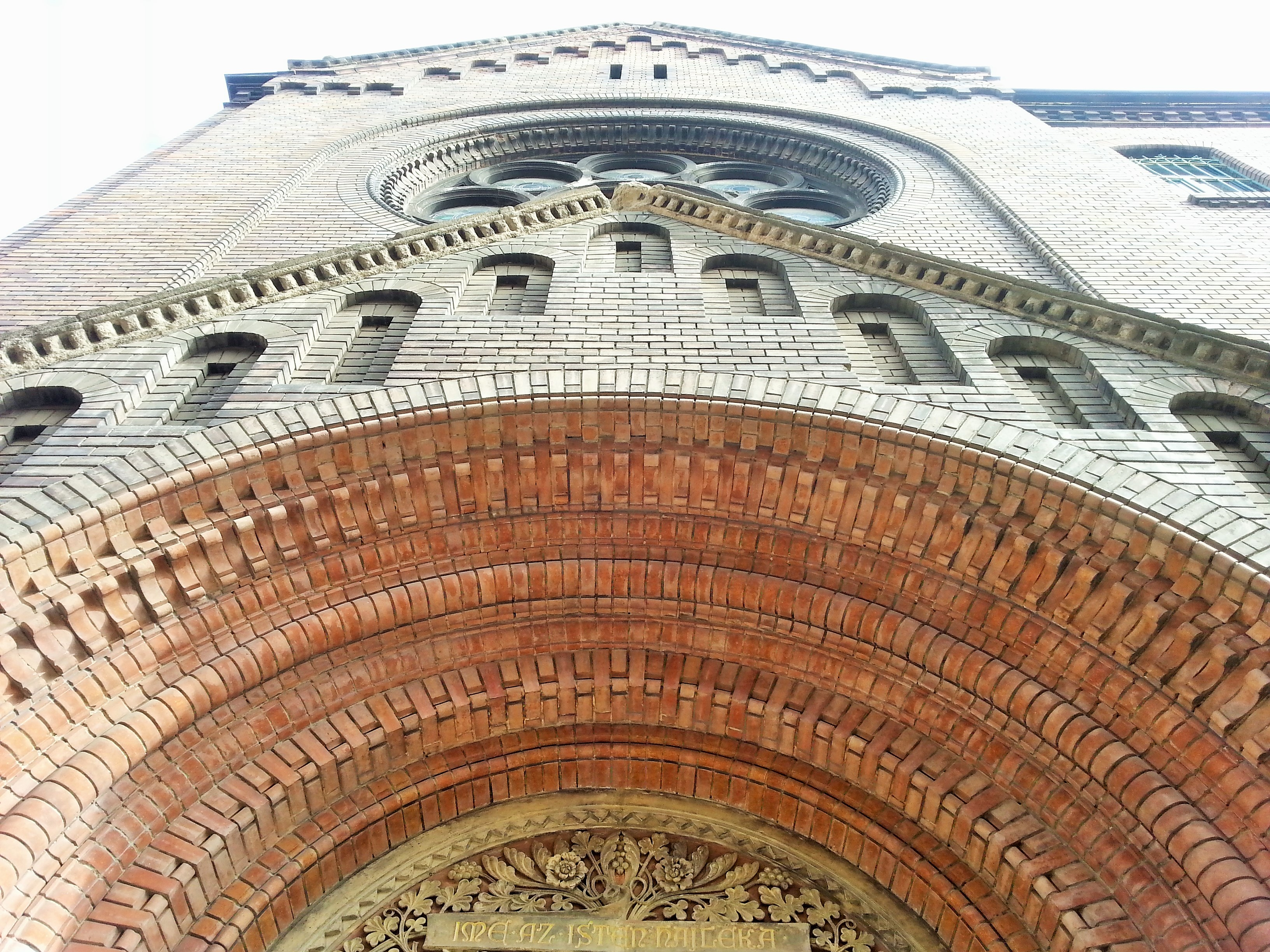
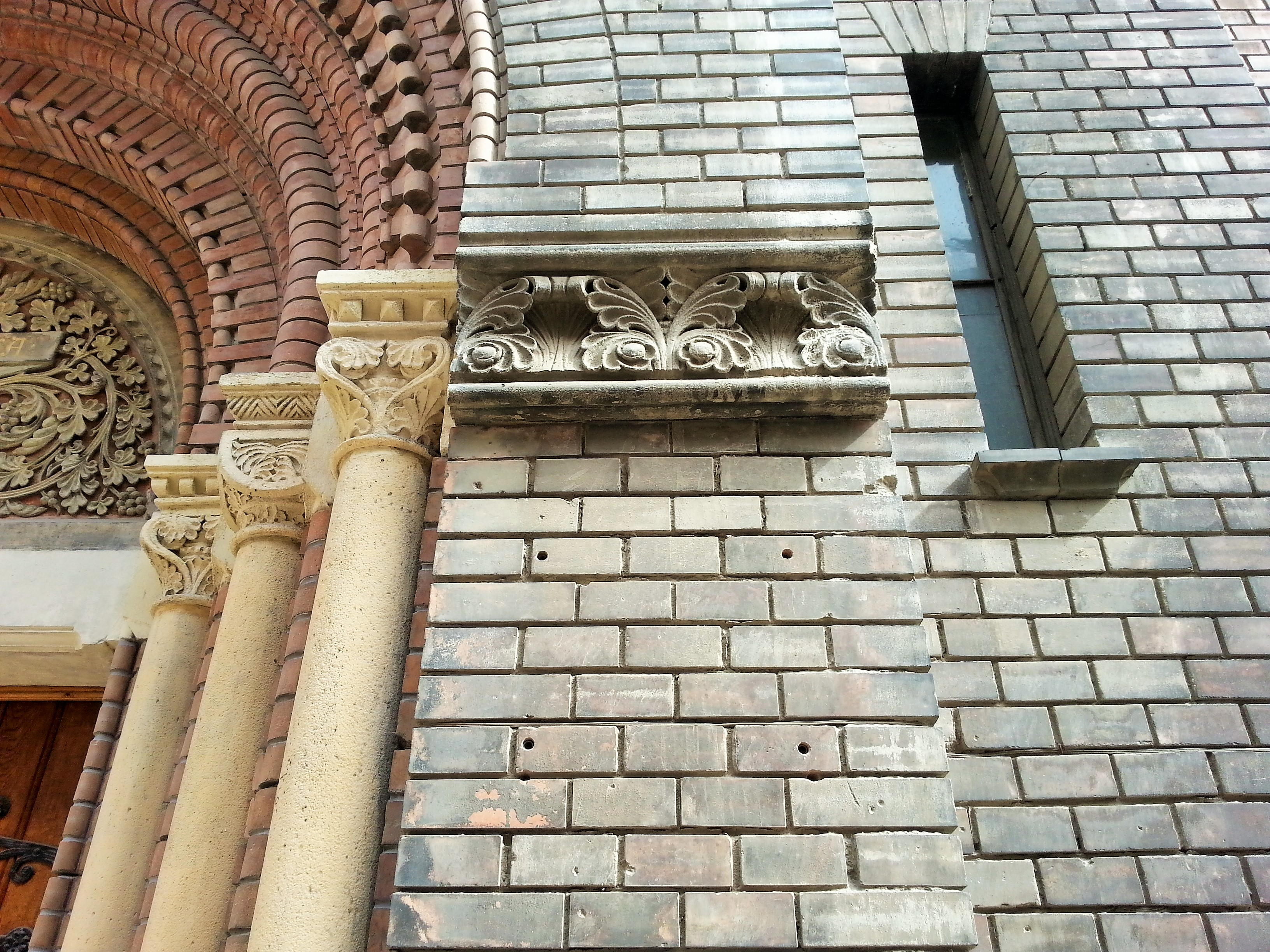
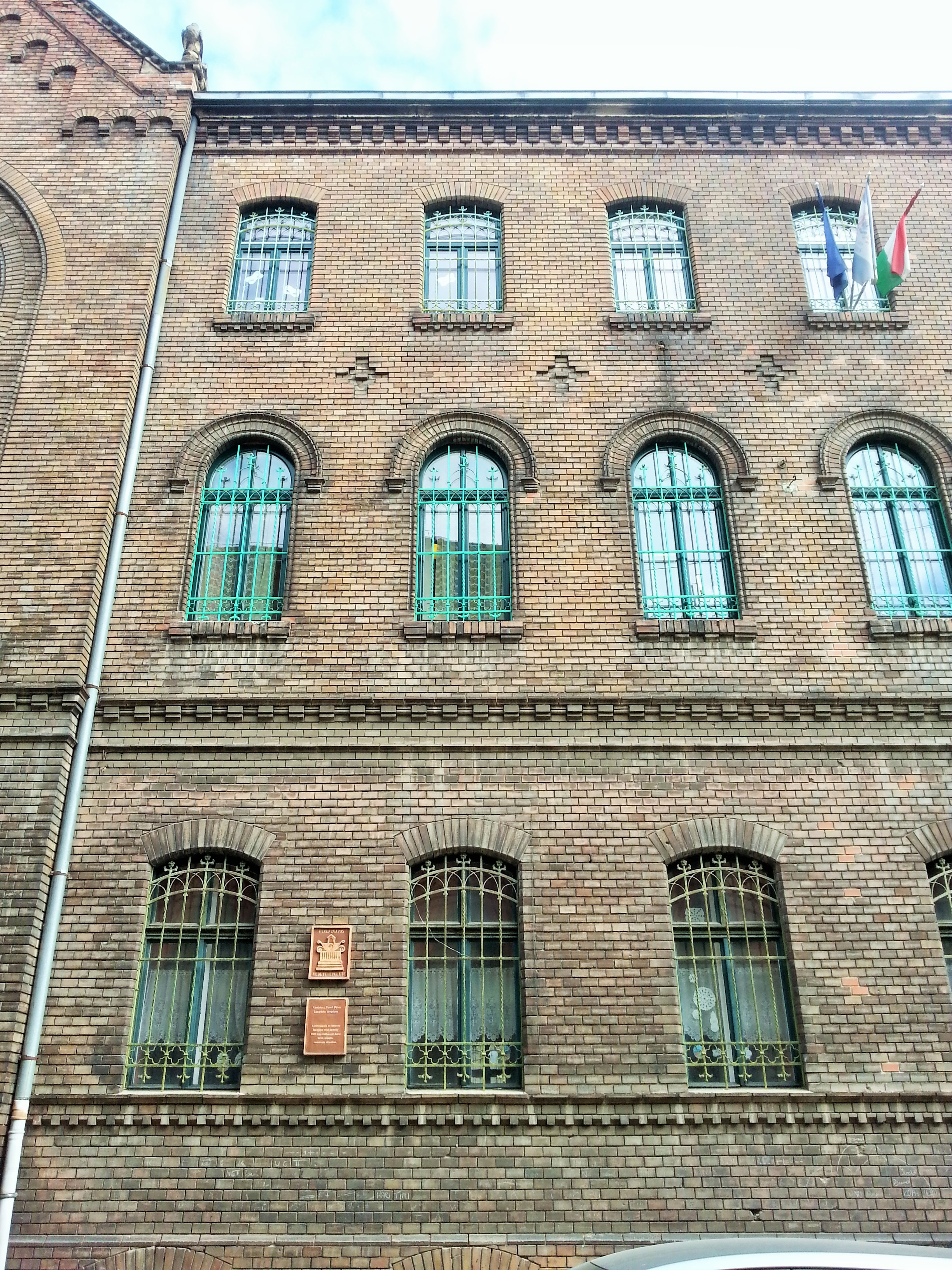
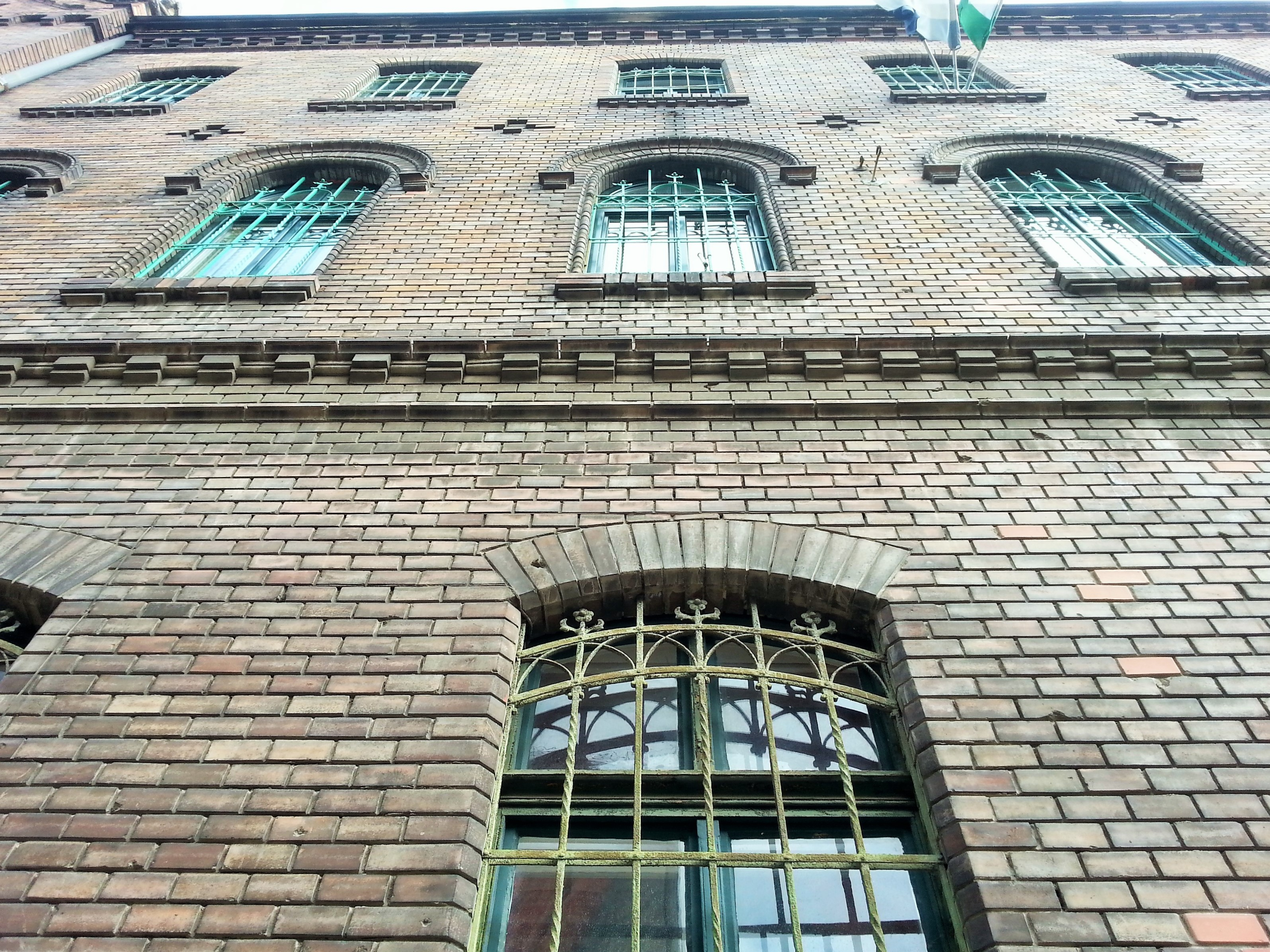
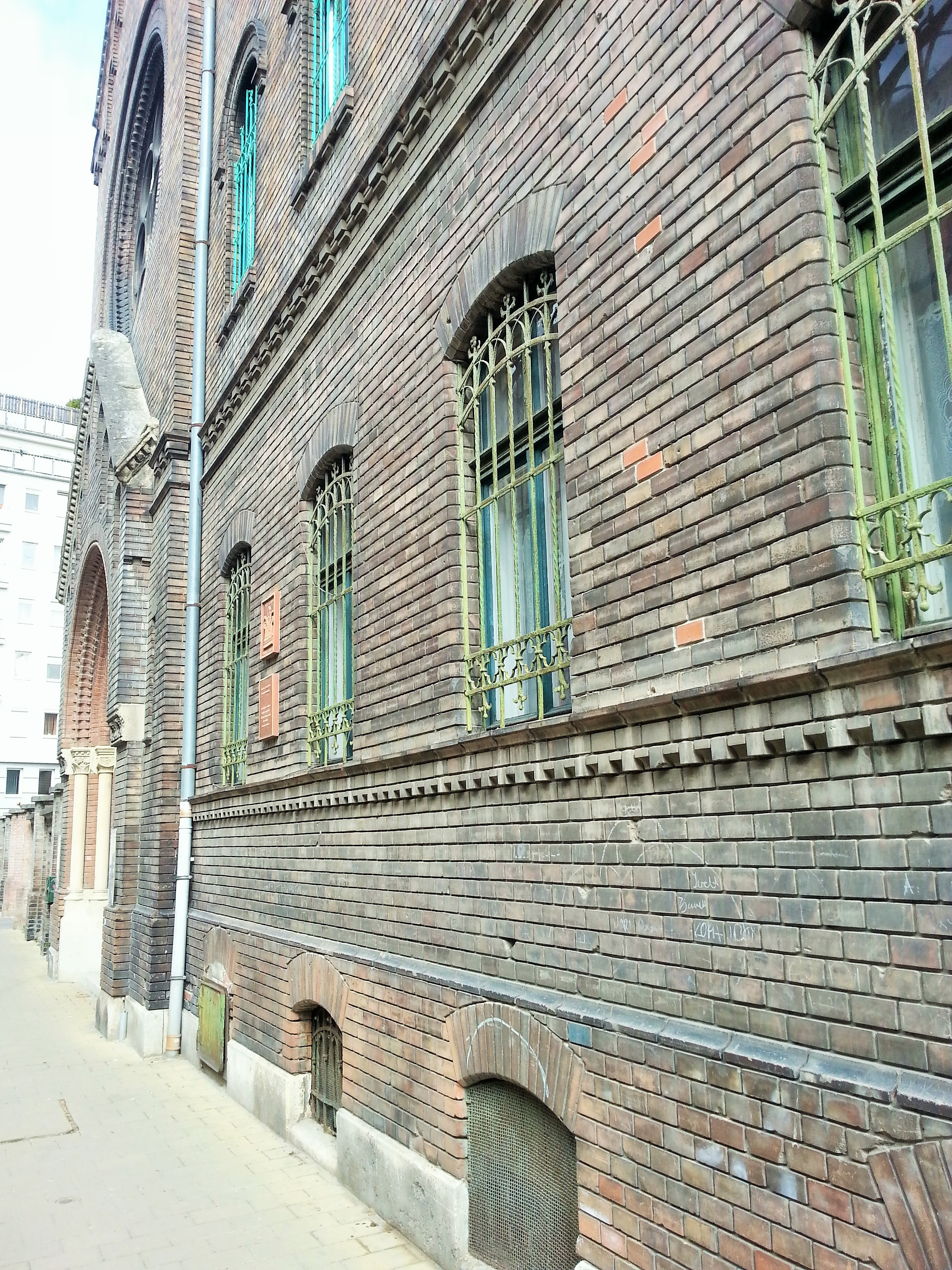
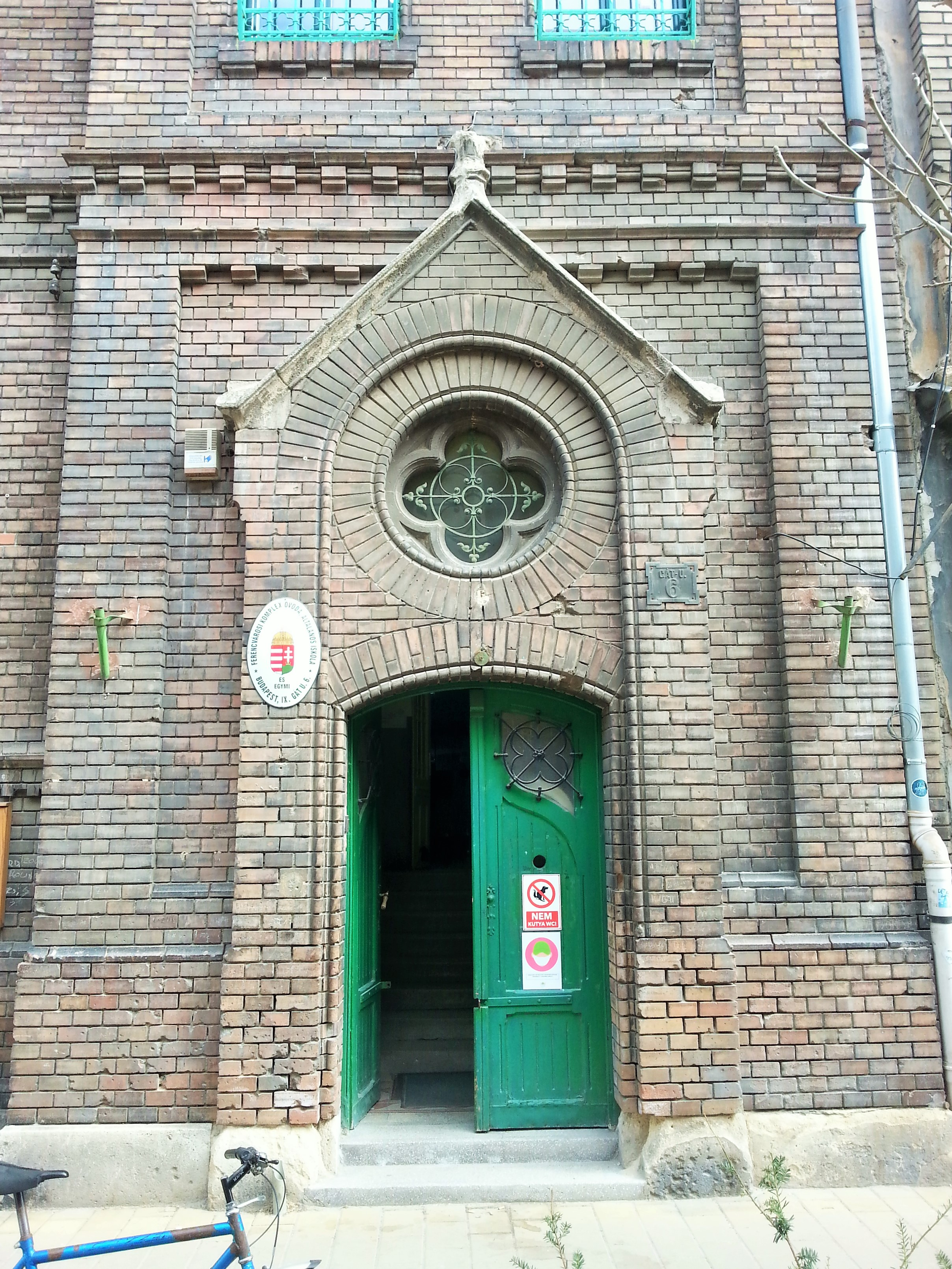